# Чолич, Перо
Перо Чолич (серб. Перо Чолић, 4 октября 1937, Старо-Село, Королевство Югославия — 5 сентября 2005, Белград, Сербия) — сербский генерал и военный деятель, военачальник Войска Республики Сербской в период войны в Боснии и Герцеговине. Начальник Генерального штаба ВРС в 1996—1997 годах.

## Биография
Генерал-майор Перо Чолич родился 4 октября 1937 в Старо-Селе. Во время срочной службы в Югославской народной армии окончил подофицерский курс, после чего ему было присвоено звание старшего сержанта. Затем, по результатам сданного экзамена, был произведен в офицеры. В Югославской народной армии служил в гарнизонах Валева, Джяковицы, Баня-Луки, Травника и Приедора. Начало распада Югославии встретил в звании полковника.
15 мая 1992 года присоединился к Войску Республики Сербской, был назначен командиром 5-й Козарской легкопехотной бригады. Непосредственно после окончания войны в Боснии и Герцеговине был помощником командира Оперативной группы «Добой», а затем служил в штабе 1-го Краинского корпуса. В 1996—1997 годах был начальником Генерального штаба Войска Республики Сербской. 8 ноября 1996 года ему было присвоено звание генерал-майора. 31 октября 1997 г. был отправлен на пенсию.
Скончался 5 сентября 2005 года в Белграде.

## Награды
- Югославия Орден Военных заслуг с серебряными мечами
- Югославия Орден Югославской народной армии с серебряной звездой
- Республика Сербская Звезда Карагеоргия третьей степени
- Республика Сербская Звезда Карагеоргия второй степени

## В культуре
Певец Родолюб Вулович посвятил полководцу песню «Pukovniče Čoliću».